# Les Cactus
Cet article possède un paronyme, voir Cactus (homonymie).
Singles de Jacques Dutronc
Les Play-Boys
(1966) J'aime les filles
(1967)
Pistes de Jacques Dutronc (1966)
J'ai mis un tigre dans ma guitare Et moi, et moi, et moi
Les Cactus est une chanson de 1967 correspondant au troisième EP et dernier 45 tours qui compose le premier album de Jacques Dutronc.

## Histoire de la chanson
Jacques Dutronc, en cette deuxième partie des années 1960, multiplie les succès comme chanteur avec son parolier Jacques Lanzmann, après avoir été un guitariste. Deux titres ont marqué les esprits, se différenciant avec humour de la production de variétés : Et moi, et moi et moi !, tube de l'été 1966, puis la même année Les Play-Boys.
Jacques Lanzmann, ne comptant pas s'arrêter là, propose encore au chanteur en 1966 un nouveau texte ironique, Les Cactus. Jacques Dutronc compose pour ce titre une musique proche du rhythm and blues noir américain. 
Le titre bénéficie de plus d'une promotion inattendue par le premier ministre de l'époque, Georges Pompidou, qui, intervenant à la tribune de l'Assemblée nationale en 1967, quelques mois plus tard, cite cette chanson pour évoquer les « cactus » de la vie d'un gouvernement , et mentionne Jacques Dutronc,.

## Titres

### Face A
| No | Titre        | Durée |
| -- | ------------ | ----- |
| 1. | Les Cactus   | 2:41  |
| 2. | La Compapadé | 3:19  |

### Face B
| No | Titre                | Durée |
| -- | -------------------- | ----- |
| 1. | L'opération          | 3:09  |
| 2. | L'espace d'une fille | 2:45  |

## Classements hebdomadaires
| Classement    | Meilleure position |
| ------------- | ------------------ |
| France (IFOP) | 9                  |

## Jukebox
- Les Cactus (sorti en 1966)
- La Compapade

## Reprises

### Par Vanessa Paradis
Singles de Vanessa Paradis
Natural High
(1993) Gotta Have It (live)
(1994)
Pistes de Vanessa Paradis Live
Natural High (live) Marilyn et John (live)
Le titre Les Cactus a été repris par Vanessa Paradis. C'est son 14e single, avec Tandem (live) sur la face B. Il est sorti en février 1994 en premier extrait de l'album Vanessa Paradis Live.
L'enregistrement de 2:47 est issu des concerts de Vanessa Paradis à l'Olympia de Paris en avril 1993 lors du Natural High Tour, sa première tournée.
La photo de la pochette est réalisée par le photographe Claude Gassian. Le clip, un extrait du concert filmé en avril 1993 à l'Olympia de Paris, est réalisé par Mathias Ledoux.
Vanessa Paradis interprète ce titre sur scène lors du Natural High Tour en 1993, mais aussi dans l'émission musicale Taratata sur France 2 le 29 mai 1993, en version live et en duo avec Guesch Patti et durant son Concert Privé sur Canal+ le 3 mai 1996.

#### Musiciens
- Guitares : Anthony Wilson / Jack Petruzzelli
- Basse : Tony Breit / Osama Afifi
- Claviers : Reggie Webb
- Batterie : Zoro
- Saxophone : Butch Thomas
- Chœurs : Sandy Bougouneau / Derin Young

### Par The Last Shadow Puppets
Le groupe The Last Shadow Puppets, mené par Alex Turner et Miles Kane, a repris plusieurs fois le titre sur scène lors de leurs passages en France, comme aux Nuits de Fourvière à Lyon ou à Rock en Seine à Paris en 2016.

## Utilisation dans la culture populaire
La chanson est présente dans le film américain L'Ombre d'Emily (2018) de Paul Feig.
Elle est également présente dans la série britannique Le Serpent (2021) de Richard Warlow et Toby Finlay.